# NGC 4375
NGC 4375 est une vaste galaxie spirale barrée relativement éloignée et située dans la constellation de la Chevelure de Bérénice. NGC 4375 a été découverte par l'astronome germano-britannique William Herschel en 1785.

## Caractéristiques
La classe de luminosité de NGC 4375 est I-II et elle présente une large raie HI. 

### Distance
Sa vitesse par rapport au fond diffus cosmologique est de 9 325 ± 20 km/s, ce qui correspond à une distance de Hubble de 137,5 ± 9,6 Mpc (∼448 millions d'al).
À ce jour, quatre mesures non basées sur le décalage vers le rouge (redshift) donnent une distance de 105,500 ± 39,720 Mpc (∼344 millions d'al), ce qui est à l'intérieur des valeurs de la distance de Hubble. Notons cependant que c'est avec la valeur moyenne des mesures indépendantes, lorsqu'elles existent, que la base de données NASA/IPAC calcule le diamètre d'une galaxie et qu'en conséquence le diamètre de NGC 4375 pourrait être d'environ 59,1 kpc (∼193 000 al) si on utilisait la distance de Hubble pour le calculer.

### Galaxie de Seyfert
Selon la base de données Simbad, NGC 4375 est une galaxie active de type Seyfert 2.

## Supernova
La supernova SN 1960J a été découverte dans NGC 4375 le 18 juin 1960 par l'astronome américain Milton Humason. Le type de cette supernova n'a pas été déterminé.   